# Warcraft hardcore edition
Warcraft hardcore edition è una compilation hardcore pubblicata nel 2005, curata e mixata da Nico & Tetta insieme a Dj Lem-X e contiene 20 tracce realizzate da artisti di primo piano della scena internazionale come Randy, Outblast, Dj J.D.A., Tommyknocker e Neophyte. 
Le prime dieci tracce sono mixate da Nico e Tetta, mentre le successive da Dj Lem-X, due tra gli attuali migliori produttori della scena hardcore italiana e svizzera.

## Tracce
Mixed by Nico & Tetta:
1. Outblast Vs Korsakoff - Unleash The Beast
2. Base Alert - Zoo
3. Randy vs Impulse Factory - Mr. Dj
4. Evil Activities - We are Gonna Get You
5. Meccano Twins vs Art Of Fighters - Dualism
6. Nico & Tetta - Born In Florida
7. Amnesys - The Ultimate Motherfucker
8. Nico & Tetta - Hardcore Motherfucker
9. Evil Activities Feat. Dj Neophyte - To You Who Doubt Me (Tommyknocker Rmx)
10. Core Pusher - Fire Burnin'

Mixed by Lem-X:
1. Lem-x With Miss J-kill - More Blood In Your Mind
2. The Wishmaster - Don t Stop The Party
3. Tommyknocker - Shogun
4. J.d.a. - Raw Power
5. J.d.a. Vs Bass D & King Matthew - Survivors Of Hardcore (Art Of Fighters Rmx)
6. Lem-x - Full Of Sound
7. Noize Suppressor - Rock My Style
8. Lem-x - Hardcore Hill
9. T-junction & Osiris Feat. Mc Syco - What s Up With Life
10. Weapon X - Hate Me!